# Robert Bulwer-Lytton
Robert Bulwer-Lytton, 1. hrabia Lytton (ur. 8 listopada 1831, zm. 24 listopada 1891) – brytyjski dyplomata i administrator kolonialny, w latach 1876–1880 wicekról Indii. Publikował także wiersze pod pseudonimem Owen Meredith.
Był synem znanego w swoich czasach poety, barona Lyttona. Studiował w Bonn, jako młody człowiek przebywał także w USA, gdzie był sekretarzem swojego wujka, Henry'ego Bulwera, wówczas brytyjskiego ambasadora w Waszyngtonie. Jako dwudziestopięciolatek zaczął, idąc w ślady ojca, publikować wiersze. Czynił to jednak wyłącznie pod pseudonimem. W 1873 odziedziczył ojcowski tytuł barona.
Przez wiele lat pracował w administracji różnych dworów europejskich, a także w brytyjskiej dyplomacji, przebywając na placówkach w Portugalii i Francji. W latach 1876–1880 był wicekrólem Indii. Jego rządy przypadły na czas wielkiej klęski głodu. Lord Lytton mimo dramatycznej sytuacji ludności twardo wdrażał płynące z Londynu instrukcje, nie bacząc na to, iż jeszcze pogarszają one położenie głodujących.
Po powrocie do kraju został podniesiony do godności hrabiego. Od 1887 do 1891 ponownie przebywał we Francji, tym razem jako brytyjski ambasador. Zmarł w wieku 60 lat.